# Слупское княжество
Слупское княжество (нем.  Herzogtum Pommern-Stolp, пол. Księstwo słupskie) — одно из западно-поморских княжеств, существовавшее в 1368—1478 годах. Включало в себя земли современных повятов: слупского, славенского, бытувского, лемборкского и частично вейхеровского и кошалинского повятов (гмина Полянув).

## География
Княжество было расположено в междуречье трех прибрежных рек: Слупи, Вепша и Леба. Южная граница княжество проходила по Мястковской пуще. В составе княжества входило несколько озер, в прибрежных районах, в частности, Лебское озеро. Основные поселения — Слупск, Дарлово, Славно и Устка, а позднее Лемборк и Бытув, находившиеся на территории Лемборско-Бытувской земли, переданной в лен князьям слупским.

## История
15 мая 1368 года договором в Анкламе (подтверждено 8 мая 1372 года договором в Старгарде) произошел раздел княжества Померания-Вольгаст между сыновьями Вартислава IV, князьями Богуславом V Великим (1317/1318 — 1374) и Вартиславом V (1326—1390), и сыновьями только что умершего третьего их брата, Барнима IV (Доброго) — Вартиславом VI и Богуславом VI.
Восточная часть Померании-Вольгаст, которая и стала Слупским княжеством, отошла братьям, Богуславу V и Вартиславу V (бездетному Вартиславу V досталась там земля Нойштеттина — также унаследованная после его смерти в 1390 году сыновьями Богуслава V). Слупск стал княжеской резиденцией и столицей. Богуслав начал строительство городского замка. Строительство было прекращено перед его смертью в 1373 году. Постоянная княжеская резиденция находилась в городе Дарлово.
Положение потомков Богуслава Великого, правивших затем Слупским княжеством, несколько отличалось от положения их западных коллег. Область была менее населенной, и в ней доминировали могущественные дворянские семьи, поэтому князья не могли получать большой доход. С другой стороны, слупская ветвь Померанского дома имела родственников среди королевских домов Дании и Польши.
В 1374 году после смерти Богуслава Великого Слупское княжество перешло в совместное владение всех четырёх его сыновей.
Дети Богуслава Великого от первой его жены Елизаветы (дочери польского короля Казимира Великого), Казимир IV Слупский (1345/1351 — 1377) и Елизавета Померанская, выросли при польском дворе в Кракове. Елизавета стала императрицей Священной Римской Империи после ее брака с Карлом IV, а Казимир IV был усыновлен и назначен наследником своего деда Каземира Великого, после смерти которого в 1370 году был одним из претендентов на вакантный польский королевский трон. Однако эти амбиции потерпели крах — завещание было отменено Людвиком Венгерским. Казимир Слупский лишь получил в 1370 году на короткое время Добжинскую землю и несколько более мелких владений на правах лена.
После смерти Казимира IV в 1377 году Слупским княжеством правили его единокровные братья — дети Богуслава V от второй его супруги, Адельгейды Вельф: Вартислава VII, Богуслава VIII и Барнима V.
Первым, по старшинству, правил Вартислав VII (ок. 1365—1395). Княжество играло ключевую роль на сухопутном пути снабжения Тевтонского ордена; в 1386 году князь Слупский Вартислав VII вместе со своим младшим братом, Богуславом VIII, князем Старгардским, заключил договор с Тевтонским орденом, направленный против Польского королевства. Однако в 1390 году в Пыздрах Вартислав принес ленную присягу на верность новому польскому королю Владиславу Ягелло. Князь Вартислав Слупский обязался оказать военную помощь королю Польше в возможной войне с Тевтонским орденом.
После пожара Слупска и смерти Вартислава VII в 1395 году всю полноту власти в Слупском княжестве получил Богуслав VIII (1368—1418), ранее правивший в Старгарде. Он дважды пытался построить замок в Слупске, но встречал сопротивление мещанства. Богуслав VIII смог, однако, построить в городе княжеский монетный двор.
О своих правах на Слупск также объявил Барним V (1369—1403), князь Старгардский и младший брат Богуслава. Обострившиеся разногласия между Богуславом и его братом Барнимом V привели к тому, что в 1402 году было решено разделить герцогство Померанию-Штольп таким образом, что Барниму отходила его третья часть, с городами Слупск, Славно, Дарлово и Щецинек; оставшиеся же 2/3, с городами Волин, Камень-Поморский, Грыфице, Старгард, Тшебятув и Бялогард, отходили под совместное управление Богуслава и его племянника, сына Вратислава VII, Эрика Померанского. Однако фактически раздел не состоялся — уже в следующем, 1403 году, не имевший сыновей Барним V умер, и Богуслав законно унаследовал его владения.
Богуслав VIII Померанско-Слупский был в союзе как с тевтонскими рыцарями, так и с Польшей, но поддержал последнюю после начала войны в 1409 году, заблокировав свои земли для рыцарских войск и позволив своей знати похищать тех, кто путешествовал по его землям. За свою помощь ему были пожалованы области Лауэнбург (ныне Лемборк) и Бютов (ныне Бытов) (Лемборско-Бытувская земля) и другие, но они были потеряны во время Первого Торнского мира в 1411 году.
В 1418 году после смерти Богуслава новым князем Слупским и Старгардским стал его единственный сын Богуслав IX (ок. 1405—1446). С 1446 по 1449 год Слупским княжеством управляла Мария Мазовецкая (1408/1415 — 1454), вдова Богуслава IX.
Сын Вартислава VII и внучки датского короля Вальдемара IV Марии Мекленбургской, Эрик Померанский, в 1397 году стал королем Кальмарской унии, являясь королем Норвегии (1394—1439), Швеции (1397—1435) и Дании (1412—1439). Однако Эрику, не имевшему детей, не удалось осуществить свой самый амбициозный план - сделать наследником своего двоюродного брата Богуслава IX. Эрик и сам был смещён с престола в 1439 году, и через десять лет, в 1449 году, покинул Датские владения и, прибыв в Померанию, правил Померанией-Рюгенвальде, небольшой частью Слупского княжества.
После смерти бездетного Эрика Померанского в 1459 году Эрик II, князь Вольгастский (1418/1425 — 1474), унаследовал Слупское княжество, передав Вольгаст своему младшему брату Вартиславу X. В 1474 году после смерти Эрика II новым правителем Слупского и Щецинского княжеств стал его старший сын Богуслав X Великий (1454—1523). В 1478 году после смерти дяди, князя Вартислава Вольгастского, Богуслав унаследовал и Вольгаст, став первым за 200 лет единоличным правителям Балтийского Поморья. Таким образом, в 1478 году Слупское княжество стало частью более крупного государственного образования — Поморского княжества.

## Список слупских князей
- 1368—1373: Богуслав V Великий (ок. 1317/1318 — 1374), старший сын Вартислава IV (ок. 1291—1326), князя Вольгастского (1309—1326), и Ельжбеты (Елизаветы) Линдов-Руппин
- 1374—1377: Казимир IV (ок. 1345/1351 — 1377), единственный сын князя Слупского Богуслава V Великого от первого брака с принцессой Елизаветой Польской, дочерью короля Польши Казимира III Великого
- 1377—1395: Вартислав VII (ок. 1365—1395), старший сын князя Слупского Богуслава V Великого от второго брака с Аделаидой Брауншвейг-Грубенгагенской (ок. 1341—1406)
- 1395—1402: Богуслав VIII (ок. 1368—1418) и Барним V (1369—1403), младшие сыновья Богуслава V Великого от второго брака с Аделаидой Брауншвейг-Грубенгагенской
- 1402—1403: Барним V (ок. 1369—1403), младший сын князя Слупского Богуслава V Великого от второго брака с Аделаидой Брауншвейг-Грубенгагенской
- 1403—1418: Богуслав VIII (ок. 1368—1418), второй сын князя Слупского Богуслава V Великого от второго брака с Аделаидой Брауншвейг-Грубенгагенской
- 1418—1446: Богуслав IX (ок. 1407/1410 — 1446), единственный сын Богуслава VIII, князя Слупского и Старгардского, и Софии Гольштейнской (1375—1450)
- 1449—1459: Эрик I (1382—1459), единственный сын Вартислава VII (1362—1395) и Марии Мекленбургской (1363—1402)
- 1459—1474: Эрик II (1418/1425 — 1474), старший сын Вартислава IX (1395/1400 — 1457), князя Вольгастска (1405—1451) и Западной Померании (1451—1457), и Софии Саксен-Лауэнбургской (ум. 1462)
- 1474—1478: Богуслав X (1454—1523), старший сын Эрика II Померанского и Софии Померанской (1434—1497), старшей дочери Богуслава IX, князя Слупского.